# Billy Arnold
Billy Arnold, född den 16 december 1905 i Chicago, Illinois, USA, död den 10 november 1976 i Oklahoma City, Oklahoma, USA, var en amerikansk racerförare.

## Racingkarriär
Arnold vann tre race på sin väg mot det nationella mästerskapet säsongen 1930, varav den viktigaste var hans seger i Indianapolis 500 den säsongen. Han satte rekord med att leda 198 varv av 200, vilket är rekord för flest ledda varv under ett enda Indy 500. Arnolds titel grundlades av segern på Indianapolis, men han vann tre av sju tävlingar under säsongen. Förutom säsongen 1930 var inte Arnold alltför framgångsrik, och skulle aldrig mer vinna en tävling i champ car-serien. 